# Vassar College
Vassar College (uttal: /ˈvæsər/) är ett amerikanskt privat college i Poughkeepsie i delstaten New York. Det grundades 1861 av Matthew Vassar, som den andra examensutdelande utbildningsinstitutionen för kvinnor i USA. 1969 öppnades skolan för studenter av båda könen.
Skolan erbjuder fil.kand.-examina i mer än 50 olika ämnen. Studentgrupper inkluderar teater- och komediorganisationer, a cappella-ensembler, lagsportsföreningar, grupper relaterade till volontärverksamhet samt en cirkustrupp. Vassars collegelag, kända som the Brewers, tävlar i NCAA:s division III som medlemmar av Liberty League. 2023 studerade närmare 2 500 studenter vid institutionen.
Vassar College är en av de historiska "sju systrarna", de första kvinnoorienterade college-institutionerna i USA. Campuset vid Vassar täcker över 400 hektar och mer än 100 byggnader, inklusive två nationellt historiska minnesmärken och ett ytterligare listat minnesmärke. Campuset fungerar som ett arboretum och innehåller över 230 olika trädarter, en inhemsk växtträdgård och ett 210 hektar stort naturreservat.

## Historik
Vassar College öppnade dörrarna för sina första 353 studenter den 26 september 1865, fyra år efter institutionens grundande (och lika många år av inbördeskrig). Grundaren Matthew Vassar, en Englandsfödd bryggare och affärsman, hade 1860 låtit köpa in mark två miles öster om själva Poughkeepsie för anläggandet av ett college för kvinnor.
Institutionen fick snabbt ett rykte om sig för intellektuella ambitioner, och bland studenter och personal fanns personer som astronomen Maria Mitchell (den första kvinnan som valdes in i American Academy of Arts and Sciences) och Frederick Louis Ritter (en av USA.s första musikhistoriker). För första gången kunde kvinnor studera konsthistoria, idrott, geologi, astronomi, musik, matematik och kemi.
Vassar var landets första college att inkludera ett museum på området. Institutionens konstgalleri etablerades tidigare än motsvarande gallerier i New York och Boston, och detta The Frances Lehman Loeb Art Center härbärgerar en av USA:s allra äldsta konstsamlingar.
1969 tackade Vassar College nej till en förfrågan om sammanslagning med det större Yale. Istället beslöt man att öppna sina dörrar även för manliga studenter. Vassar var den första kvinnoinstitutionen i landet som tillät manliga studenter, vilka numera representerar cirka 45 procent av alla studenter.

## Ordförande[4]
- Milo P. Jewett: 1861-1864
- John H. Raymond: 1864-1878
- Samuel L. Caldwell: 1878-1885
- James Monroe Taylor: 1886-1914
- Henry Noble MacCracken: 1915-1946
- Sarah Gibson Blanding: 1946-1964
- Alan Simpson: 1964-1977
- Virginia B. Smith: 1977-1986
- Frances D. Fergusson: 1986-2006
- Catharine B. Hill: 2006-2016
- Elizabeth H. Bradley: 2017–

## Studenter (urval)
- Elizabeth Bishop[1]
- Jane Fonda[1]
- Katherine Graham[1]
- Grace Hopper[1]

- Meryl Streep[3]
- Mary McCarthy[1]